# ست گوردون

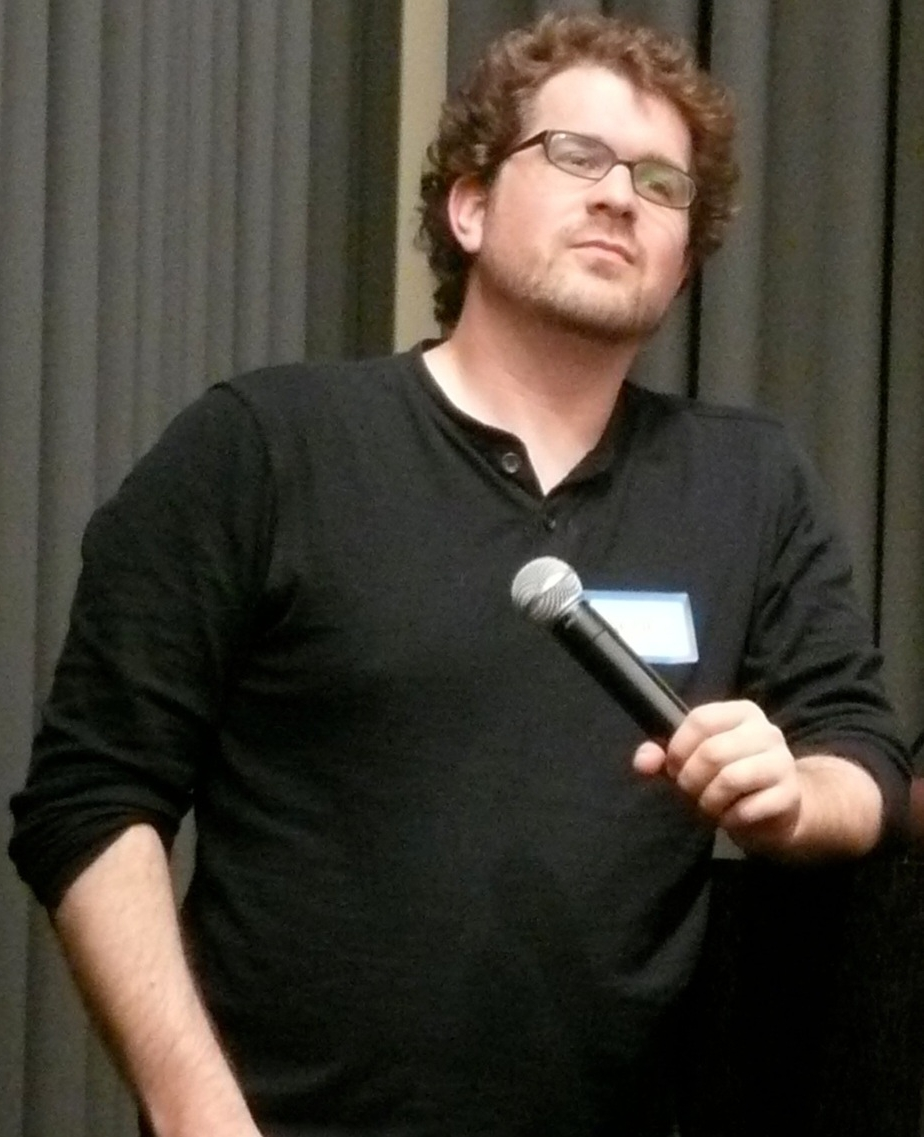

ست گوردون (انگلیسی: Seth Gordon؛ زادهٔ ۱۵ ژوئیهٔ ۱۹۷۶) یک کارگردان، فیلم‌نامه‌نویس، و تهیه‌کننده اهل ایالات متحده آمریکا است.
- ۲۰۰۵ - چوپان دروغگو (فیلم ۲۰۰۵)
- ۲۰۱۱ - رئیس‌های وحشتناک
- ۲۰۱۱ - شکست نخورده (فیلم ۲۰۱۱)
- ۲۰۱۳ - دزد هویت
- ۲۰۱۵ - پیکسل‌ها (فیلم ۲۰۱۵)
- ۲۰۱۷ - گارد ساحلی